# Thuggish Ruggish Bone
"Thuggish Ruggish Bone" é o single de estreia do grupo de rap Bone Thugs-n-Harmony, do seu EP Creepin on ah Come Up. Apresenta a cantora local de Cleveland Shatasha Williams. A canção alcançou #22 na Billboard Hot 100. A canção foi incluida na trilha sonora do video game True Crime: Streets of LA.
O vídeo clipe foi filmado perto do Rio Cuyahoga na zona oeste de Cleveland, perto dos conjuntos habitacionais Lakeview Estates.

## Lista de faixas
1. Thuggish Ruggish Bone (EP Version) (featuring Shatasha Williams) (4:40)
2. Thuggish Ruggish Bone (Instrumental) (4:32)
3. Thuggish Ruggish Bone (A Capella) (4:40)

- Introdução - Calvin O. Butts
- Refrão & Conclusão - Shatasha Williams
- Estrofe 1 - Layzie Bone
- Estrofe 2 - Wish Bone
- Estrofe 3 - Krayzie Bone
- Estrofe 4 - Bizzy Bone

### Versões Oficiais
- Thuggish Ruggish Bone (A Cappella) (4:40)
- Thuggish Ruggish Bone (EP Version) (4:40)
- Thuggish Ruggish Bone (Instrumental) (4:32)

### Remix
- Thuggish Ruggish Bone (U-Neek's Mix), aparece no single Foe tha Love of $.

## Parardas musicais
| Parada musical (1994)     | Melhor Posição |
| ------------------------- | -------------- |
| Billboard Hot 100         | 22             |
| Billboard Hot Rap Songs   | 2              |
| Billboard Hot R&B Songs   | 17             |
| New Zealand Singles Chart | 2              |

## Certificação da RIAA
| Data de Lançamento | Certificação | Data de Certificação |
| ------------------ | ------------ | -------------------- |
| 1 de Junho de 1994 | Platina      | 31 de Março de 1995  |

## Créditos
- Participação Especial: Shatasha Williams
- Produtor: DJ U-Neek, DJ Yella e Rhythum D
- Produtor Executivo: Eazy-E
- Gravado por: Kenny McCloud em The Blackhole Recording Studio
- Gravação Adicional e Mixado por: Donovan "Tha Dirt Biker" Sound em Audio Achievement Studios
- Masterizado por: "Big Bass" Brian Gardner em Bernie Grundman Mastering
- Publicado por: Ruthless Attack Muzick (ASCAP), Dollarz N Sense Muzick, Keenu Songs (BMI)